# Segelschiff

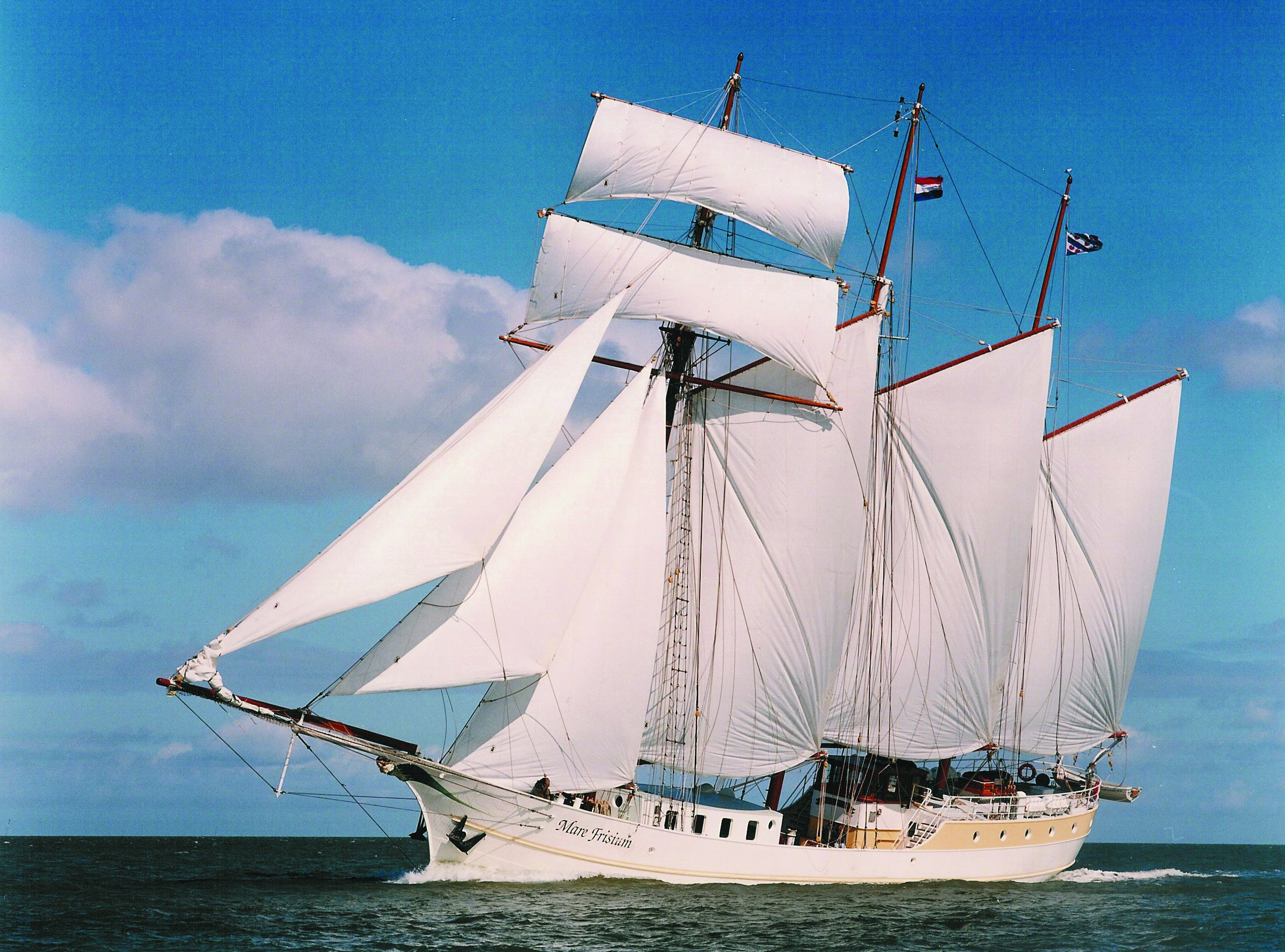
Dreimastschoner Mare Frisium unter Segeln

Ein Segelschiff (vor dem Schiffsnamen oft mit SS abgekürzt, nicht aber fester Bestandteil des Schiffsnamens) ist ein Schiff, das ganz oder vornehmlich aufgrund seiner Segel durch die Kraft des Windes bewegt wird. Segelschiffe waren seit dem Altertum bis zum 19. Jahrhundert die wichtigsten Verkehrsmittel für den Transport von Gütern und Personen über längere Distanzen. Sie wurden seit dem 19. Jahrhundert durch Dampfschiffe und Motorschiffe abgelöst. Bis in das 19. Jahrhundert hinein waren auch die meisten Kriegsschiffe Segelschiffe. Kleinere Segelschiffe werden als Segelboote bezeichnet.

## Aufbau und Klassifizierung
Segelschiffe verfügen mindestens über einen Mast und ein Segel. Man unterscheidet zwei Arten von Segeln:

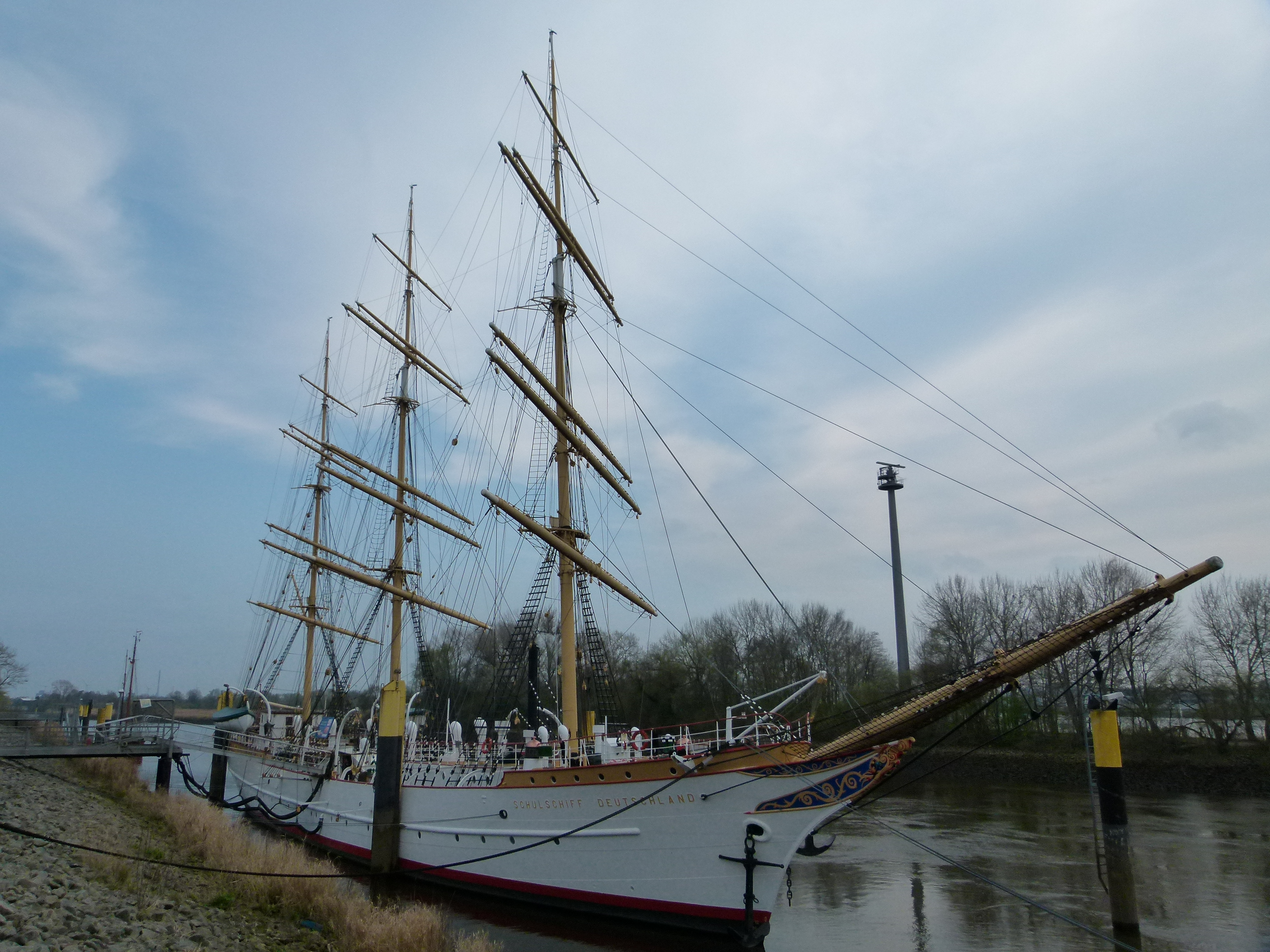
Schulschiff Deutschland

- Rahsegel, die an einer Rahe angeschlagen werden und hauptsächlich quer zur Fahrtrichtung orientiert sind, und
- Schratsegel, die in Richtung der Schiffslängsachse gesetzt werden. Zu den letzteren gehören:
  - Hochsegel oder Bermudasegel: dreieckige Segel, die hinter oder am Mast gefahren werden und deren untere Kante von einem Baum aufgespannt wird.
  - Gaffelsegel, die trapezförmig sind und an einer Gaffel gefahren werden. Meistens wird ein Baum zur Segelführung genutzt.
  - Lateinersegel und Setteesegel, dreieckige oder trapezförmige Segel, deren rahähnliche Spiere vornehmlich längs zur Fahrtrichtung ausgerichtet ist, schräg am Mast hängt und sich mit einem Teil vor dem Mast befindet.
  - Luggersegel, die zwischen Gaffelsegel und Lateinersegel einzuordnen sind und oft baumlos gefahren werden.
  - Sprietsegel, viereckige Segel, die mit einer Stenge, das Spriet, von der vorderen unteren Ecke am Mast zur hinteren oberen Ecke aufgespannt werden. Sprietsegel werden meistens ohne Baum gefahren.
  - Krebsscherensegel
  - Spreizgaffelsegel
  - Stagsegel

## Historische Entwicklung

Historische Entwicklung des Segelschiffes

Heckruder europäischer Segelschiffe im Zeitalter der Entdeckungen

Die Entwicklung der Segelschiffe begann vermutlich in Ägypten. Segelboote sind das erste größere Fortbewegungsmittel im Wasser. Vornehmlich für die Fahrt auf dem Nil, aber auch für Fahrten über das Mittelmeer und das Rote Meer wurden Schiffe mit einem Mast und einem großen Rahsegel eingesetzt. Das Segel war bereits drehbar gelagert, so dass die Schiffe auch bei seitlichem Wind segeln konnten.
Die Phönizier und Griechen entwickelten ab etwa 1000 v. Chr. zwei Grundtypen von seegängigen Segelschiffen:
- Das Lastschiff mit geräumigem Rumpf und einem Mast sowie einem großen Rahsegel, das ausschließlich gesegelt wurde, und
- Die Galeere, die für die Marschfahrt einen Mast mit einem mittelgroßen Rahsegel hatte, während des Kampfes und bei Flaute aber mit Riemen gerudert wurde.

Insbesondere mit den Lastschiffen wurden bereits weite Reisen durchgeführt. So segelte der Karthager Hanno um 600 v. Chr. entlang der Westküste Afrikas bis zum Äquator. Der Grieche Pytheas aus Massilia, dem heutigen Marseille, umsegelte die britischen Inseln und kam vermutlich auch nach Helgoland. Die Römer nahmen diese Schiffstypen auf und entwickelten sie weiter. Die Lastschiffe erhielten ein Bugspriet, an dem ebenfalls ein Rahsegel hing.
In Mittel- und Nordeuropa wurden Langschiffe entwickelt, die zunächst gerudert wurden. Bereits die Sachsen und Angeln, die als Angelsachsen gegen Ende des Römischen Reiches über die Nordsee nach England auswanderten, hatten die Langschiffe mit einem Mast und einem Rahsegel besegelt.
Die Wikinger entwickelten diesen Schiffstyp zur Perfektion weiter (Wikingerlangschiff). Nach zeitgenössischen Berichten waren die schlanken Wikingerschiffe schneller als ein berittener Bote. So konnten die Wikinger bei ihren Überfällen im frühen Mittelalter das Überraschungsmoment nutzen. Sie fuhren bereits über das offene Meer nach Island, Grönland und Nordamerika.
Nach dem Ende der Wikingerzeit wurde im Norden aus den breiteren offenen Handelsschiffen die Hansekogge entwickelt. Auch sie hatte nur einen Mast, bildete aber das Rückgrat des Fernhandels der Hanse. Gegen Ende des Mittelalters wurden auch zwei- und dreimastige Schiffe gebaut, beispielsweise die Hulk. Aus ihnen wurde in Spanien und Portugal die Karavelle entwickelt, mit der Christoph Kolumbus, Ferdinand Magellan und Vasco da Gama ihre Entdeckungsreisen unternahmen.
In Südostasien wurde seit dem 4. Jahrhundert der Bootstyp des Balangay genutzt. Philippinische Kaufleute nutzten ihn auf ihren Handelsrouten nach China, Malakka, Borneo, Ternate und Myanmar bis in das 16. Jahrhundert.
In China erreichte der Segelschiffbau schon zur Zeit der Ming-Dynastie unter Admiral Zheng He ein sehr hohes Niveau. Damals wurden in Nanjing sogenannte Schatzschiffe von etwa 59 bis zu 140 Meter Länge gebaut, die bis zu neun Masten hatten. Sie wurden für Fernfahrten z. B. nach Indien, Arabien und Afrika eingesetzt.
Seit dem 17. Jahrhundert wurden immer spezialisiertere Formen verwendet, unter anderem
- Linienschiffe (als Kriegsschiffe mit mehreren Kanonendecks) und
- Fregatten (leichter armierte Schiffe von erhöhter Schnelligkeit)

In der Handelsschifffahrt entwickelten sich ab 1830 die schnellen Klipper, entwickelt in den USA und Großbritannien, und die etwas fülligeren Down Easter in den Neuenglandstaaten der USA ab 1855. Im ausgehenden 19. Jahrhundert lösten stählerne Windjammer, Vollschiffe und Barken sowie Viermastrahschiffe (Viermastvollschiffe und Viermastbarken) die Holzschiffe ab. Als Höhepunkt entstanden sieben Fünfmastrahschiffe aus Stahl, sechs Fünfmastbarken und ein Fünfmastvollschiff, die Preußen. In den USA begann um 1900 der Bau von hölzernen Riesenschonern. Es waren um die dreihundert Fünfmastergaffelschoner, zehn Sechsmastgaffelschoner an der Neuenglandküste, darunter ein Stahlsechsmastschoner und die Wyoming als eines der längsten Holzschiffe, dazu etliche Umbauten zu Sechsmastschonern aus Holzdampfern und Viermastbarken an der Pazifikküste und ein Siebenmastgaffelschoner, die Thomas W. Lawson aus Massachusetts.
Moderne Antriebe ermöglichen die Handhabung riesiger einteiliger Segel; mehrere Rümpfe (Katamaran, Trimaran) implizieren ein stärkeres aufrichtendes Moment (weniger Krängung und weniger Rollen).
Leichtbauweise ermöglicht größere Gleitboote und höhere Masten. Beim Tragflächenboot übernehmen die Tragflächen die Funktion des Kiels und der Rümpfe.

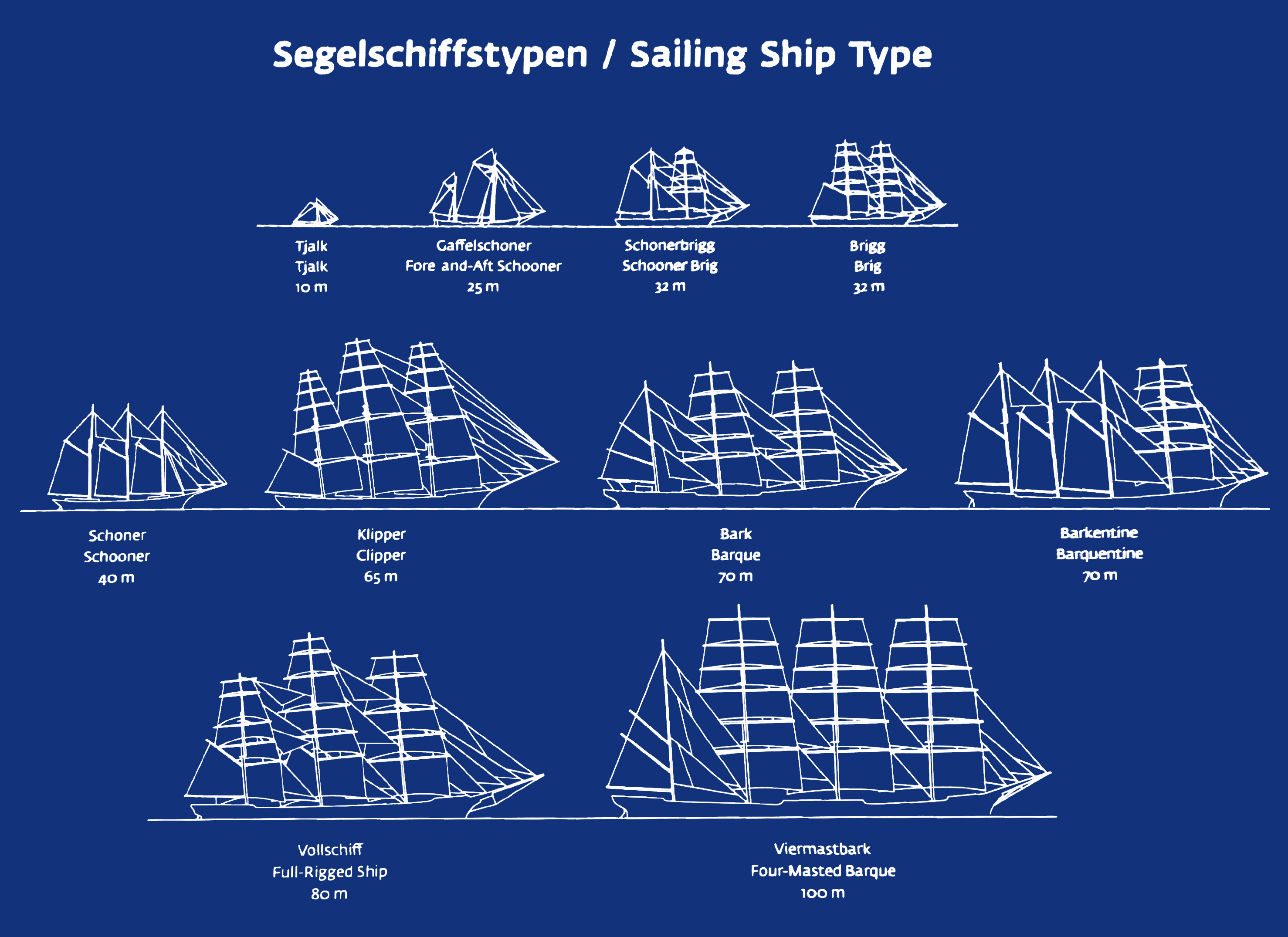
Übersichtsdarstellung der gebräuchlichsten Segelschiffstypen des 19. Jahrhunderts

## Segelschiffstypen

Brigantine Falado von Rhodos

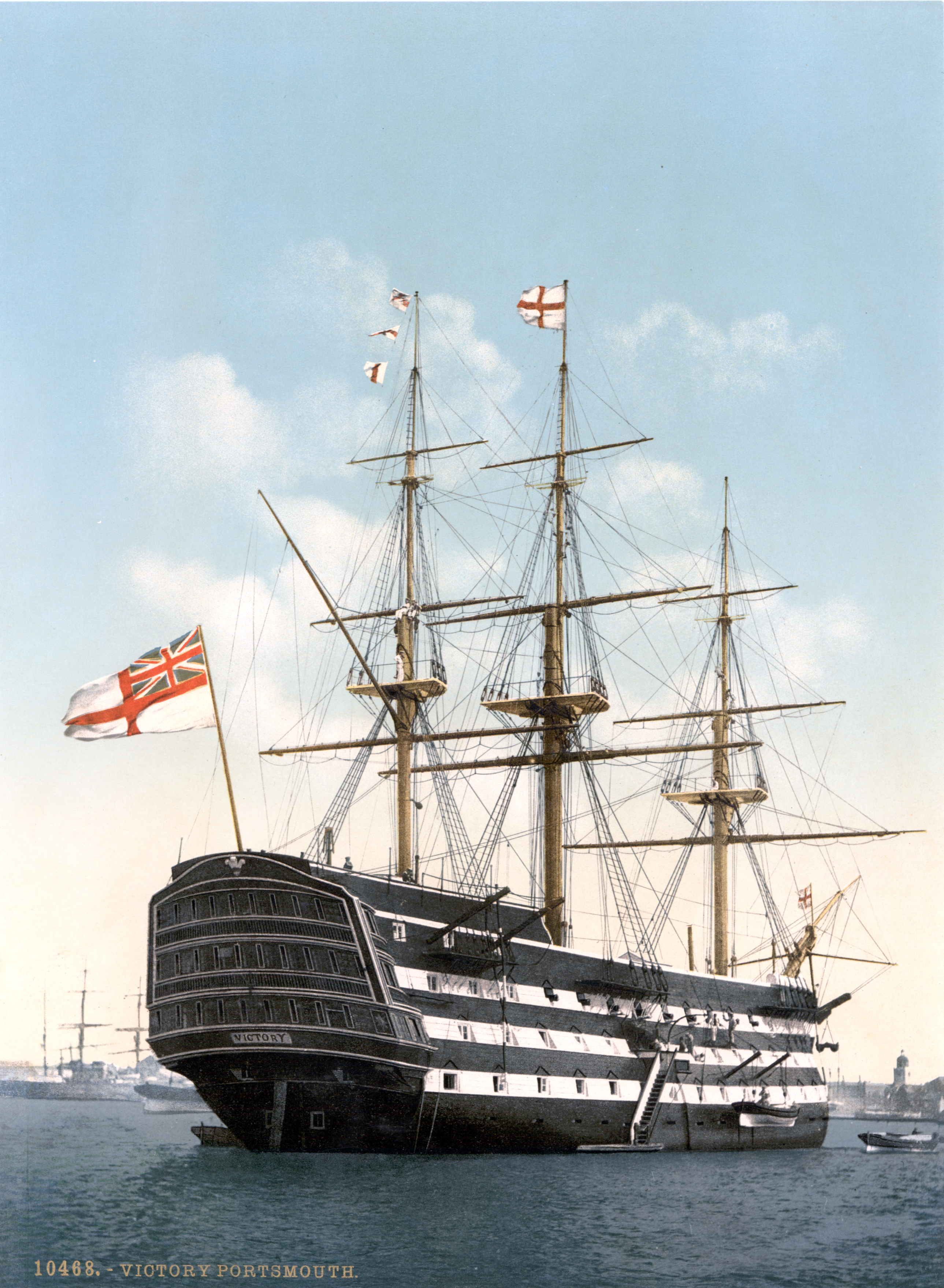
Linienschiff (Victory)

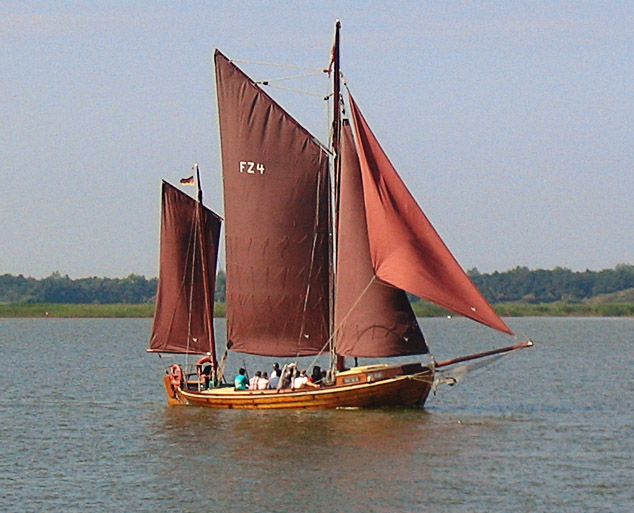
Zeesenboot, Großmast mit baumlosem Gaffelsegel, Klüver und Focksegel, Besanmast mit Luggersegel

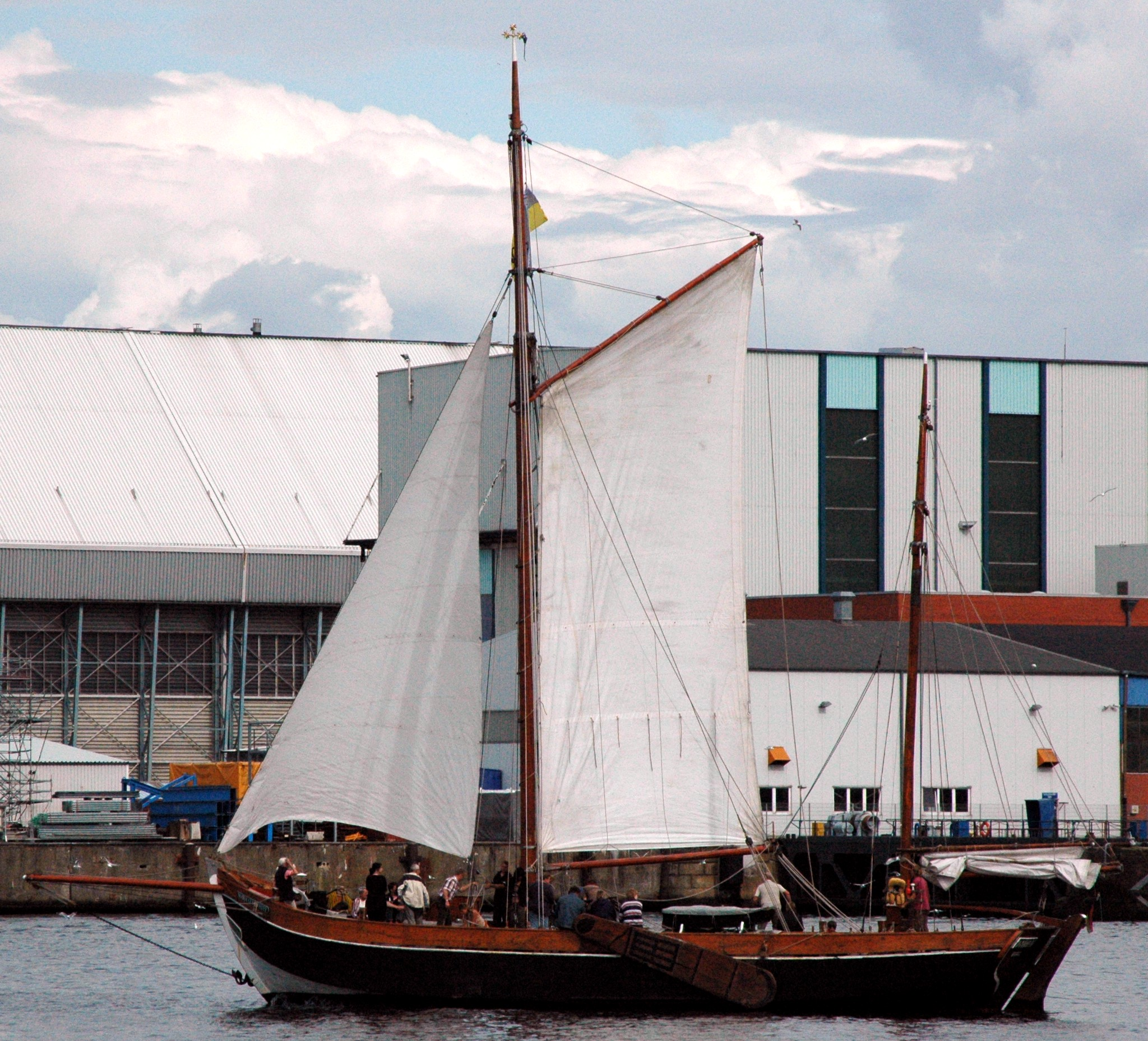
Ewer mit Seitenschwertern

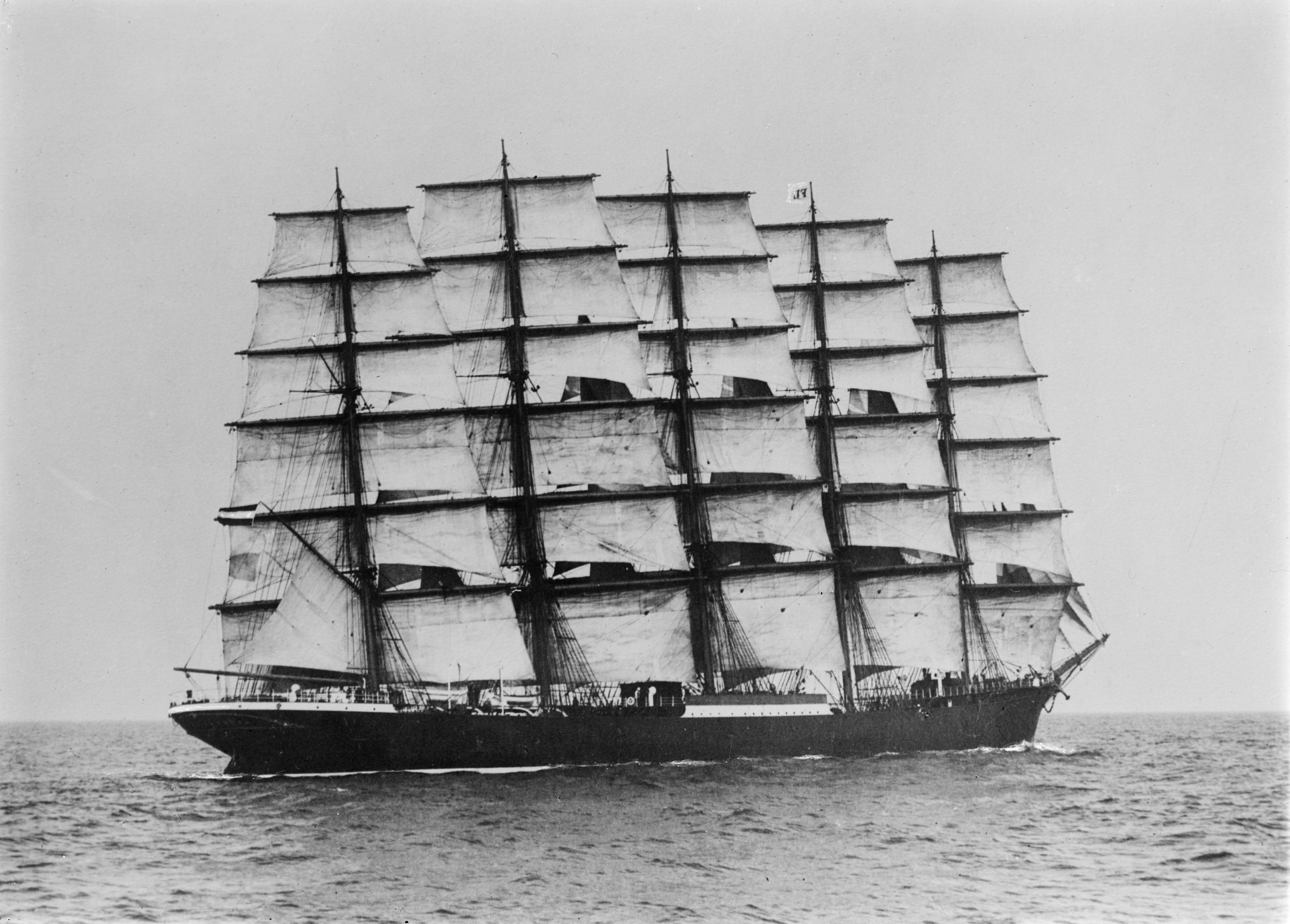
Fünfmast-Vollschiff Preußen

- Bark, Rahsegler mit drei bis fünf Masten, schratgetakelter Besanmast
- Bilander, zweimastiger Holzrahsegler mit Lateinergroßsegel
- Brigantine, zweimastiger Segler mit Rahfock und schratgetakeltem Großmast
- Brigg, zweimastiger Rahsegler
- Büse, Zweimaster mit Rahen am Großmast (umlegbar) und Gaffel am Besan, insbesondere in der Fischerei eingesetzt
- Dau
- Dromone
- Dschunke, vorwiegend in China verbreiteter Segelschifftyp mit auffällig eckiger Segelform
- Ewer, gaffelgetakeltes Plattbodenschiff aus Friesland
- Feluke, in Ägypten verwendetes kleines Segelschiff mit Setteesegeln
- Fleute, dreimastiges Handelsschiff aus den Niederlanden, im Mittelalter sehr beliebt
- Fregatte, dreimastiges, voll getakeltes (Fregatttakelung) Kriegsschiff
- Gabarre, flachgehendes, vorwiegend auf französischen Flüssen eingesetztes kleines (Segel)schiff
- Gaffelschoner, rein schratgetakelter Segler mit zwei bis sieben Masten
- Galeasse (Militärschiffstyp), Dreimaster mit Lateinersegeln und Riemen
- Galeasse (Handelsschiffstyp), zweimastiges Handelssegelschiff (Galeaßewer)
- Galeere, Segelschiff mit Riemenantrieb (Segelbenutzung in der Regel nur für die Marschfahrt, nicht im Gefecht)
- Galeone, drei- oder viermastiges, rahgetakeltes Kriegsschiff
- Galeote, kleinere Galeere, später auch größere Fahrzeuge für den Kriegseinsatz
- Ghurab, flachgehendes, indisches Kriegsschiff
- Gulet, meist zweimastiger Motorsegler der türkischen Küste
- Gundelo, ein aus Nordamerika stammender Segelschiffstyp
- Holk
- Jolle
- Karacke
- Karavelle
- Katamaran, Zweirumpfboot
- Ketsch, Zweimaster, deren hinterer Mast kleiner als der Großmast und vor dem Ruder steht.
- Klipper ein schnellsegelndes, als Vollschiff oder Brigg getakeltes Handelsschiff des 19. Jahrhunderts.
- Kogge
- Korvette
- Kraweel
- Kutter
- Lädine
- Linienschiff
- Logger
- Pinasse
- Pinassschiff
- Pinisi
- Polacker
- Schebecke
- Schaluppe
- Schifazzo, italienischer Segelschiffstyp aus dem 19. Jahrhundert mit Lateinsegeln und einer Stagfock.
- Schnau, wie eine Brigg getakelter Zweimaster, dessen Gaffelsegel nicht am Grossuntermast, sondern einer parallelen Extraspiere angeschlagen ist
- Schoner, schratgetakelter Segler mit zwei und mehr Masten, z. T. mit Rahtopp
- Schonerbark (Barkentine), schratgetakelter Segler mit drei bis sechs Masten, rahgetakelter Fockmast
- Schonerbrigg, Zweimast-Segelschiff, bei dem nur der vordere Mast vollgetakelt ist
- Slup, heute verbreitetste Segelschiffbauart für den Freizeitbereich: Einmaster mit zwei Schratsegeln
- Tjalk, niederländische, einmastige Bauart für den Gütertransport im und am Wattenmeer
- Trimaran, Dreirumpfboot
- Vollschiff, voll rahgetakelter Segler mit drei bis fünf Masten
- Wikingerschiff
- Yawl, Zweimast-Segelschiff, dessen hinterer, kürzerer Mast hinter dem Ruder steht.
- Zaruke
- Zeesenboot

Unspezifische Bezeichnungen für Segelschiffe sind etwa Dreimaster, Großsegler, Tiefwassersegler, Fünfmastschiff oder Windjammer.